# Лонгмур, Джон
Джон Ло́нгмур (англ. John Longmuir; 1803—1883) — священник Свободной церкви Шотландии и проповедник, религиозный лектор на моральные и религиозные темы, чрезвычайно плодовитый англоязычный поэт (преимущественно духовного содержания); детский писатель-драматург; теоретик поэтики, лексикограф-нормативист; филолог шотландского языка; антикварий и знаток и любитель древностей.

## Биография
Родился в семье широко образованного пресвитерианского священника Джона Лонгмура Старшего и Крисчен Пэтерсон (англ. Cristian Paterson) близ Стоунхейвена. Получил разностороннее домашнее образование, блестяще окончил последнюю оставшуюся в Шотландии после реформы, упразднившей классическое образование, Эбердинскую школу грамматики (англ. Aberdeen Grammar School), дававшую основательную подготовку в латинском, древнегреческом и еврейском языках (обучался с 1814 года) и со степенью магистра Маршалл колледжа (одного из двух старейших университетов Шотландии, центр подготовки пресвитерианских священников). Защитив магистерскую диссертацию, продолжал считать себя недостаточно зрелым для принятия священнического сана и ещё в течение ряда лет самостоятельно углублённо изучал богословие и религиозную философию, преподавая в школах родного Стоунхейвена и Форреса, где по настояниям прихожан и церковной общественности рукоположен в пресвитеры и с июля 1833 года стал проповедником (играют ключевую роль в шотландском клире).
В1837 году назначен вечерним лектором (англ. evening lecturer) в Тринити-чэпел в Абердине.
В сентябре 1840 года переведён в Маринерз-чёрч (Абердин).